# ایکو کاوادا
ایکو کاوادا (انگلیسی: Eiko Kawada؛ زادهٔ ۱۱ سپتامبر ۱۹۵۵) بازیکن هندبال اهل ژاپن بود.